# Copa de Campeones de América 1960
La Copa de Campeones de América 1960 fue la primera edición de la actualmente denominada Copa Conmebol Libertadores, torneo de clubes más importante de América del Sur, organizado por la Confederación Sudamericana de Fútbol. Participaron los equipos campeones de siete países sudamericanos: Argentina, Bolivia, Brasil, Chile, Colombia, Paraguay y Uruguay.
El campeón fue Peñarol de Uruguay, luego de vencer a Olimpia de Paraguay en las finales, con una victoria por 1-0 en el partido de ida y un empate 1-1 en la revancha. Gracias al título, jugó la Copa Intercontinental 1960 contra Real Madrid de España.

## Formato
6 equipos comenzaron su participación desde los cuartos de final. Solamente Olimpia de Paraguay inició el torneo desde las semifinales. El torneo se desarrolló plenamente bajo un formato de eliminación directa, donde cada equipo enfrentaba a su rival de turno en partidos de ida y vuelta, disputándose un tercer partido en caso de igualdad en puntos y diferencia de goles.
|                              |                              | Equipos que entran en esta fase                                     | Equipos que provienen de la fase anterior        |
| ---------------------------- | ---------------------------- | ------------------------------------------------------------------- | ------------------------------------------------ |
| Cuartos de final (6 equipos) | Cuartos de final (6 equipos) | - 1 equipo de Argentina, Bolivia, Brasil, Chile, Colombia y Uruguay |                                                  |
| Semifinales (4 equipos)      | Semifinales (4 equipos)      | - 1 equipo de Paraguay                                              | - 3 equipos clasificados de los cuartos de final |
| Final (2 equipos)            | Final (2 equipos)            |                                                                     | - 2 equipos clasificados de las semifinales      |

## Equipos participantes
| País             | Equipo               | Vía de clasificación                            |
| ---------------- | -------------------- | ----------------------------------------------- |
| Argentina 1 cupo | San Lorenzo          | Campeón del Campeonato de Primera División 1959 |
| Bolivia 1 cupo   | Jorge Wilstermann    | Campeón del Campeonato de Primera División 1959 |
| Brasil 1 cupo    | Bahia                | Campeón del Campeonato Brasileño de 1959        |
| Chile 1 cupo     | Universidad de Chile | Campeón del Campeonato de Primera División 1959 |
| Colombia 1 cupo  | Millonarios          | Campeón del Campeonato Colombiano 1959          |
| Paraguay 1 cupo  | Olimpia              | Campeón del Campeonato Paraguayo de 1959        |
| Uruguay 1 cupo   | Peñarol              | Campeón del Campeonato Uruguayo de 1959         |

### Distribución geográfica de los equipos
Distribución geográfica de las sedes de los equipos participantes:

## Resultados

### Cuadro de desarrollo
|  | Cuartos de final          | Cuartos de final          | Cuartos de final          | Cuartos de final          |   |             | Semifinales              | Semifinales              | Semifinales              | Semifinales              | Semifinales              |  |         | Final            | Final            | Final            | Final            |  |
|  | 19 de abril al 15 de mayo | 19 de abril al 15 de mayo | 19 de abril al 15 de mayo | 19 de abril al 15 de mayo |   |             | 18 de mayo al 5 de junio | 18 de mayo al 5 de junio | 18 de mayo al 5 de junio | 18 de mayo al 5 de junio | 18 de mayo al 5 de junio |  |         | 12 y 19 de junio | 12 y 19 de junio | 12 y 19 de junio | 12 y 19 de junio |  |
|  |                           |                           |                           |                           |   |             |                          |                          |                          |                          |                          |  |         |                  |                  |                  |                  |  |
|  |                           |                           |                           |                           |   |             |                          |                          |                          |                          |                          |  |         |                  |                  |                  |                  |  |
|  |                           |                           |                           |                           |   |             |                          |                          |                          |                          |                          |  |         |                  |                  |                  |                  |  |
|  |                           |                           |                           |                           |   |             |                          |                          |                          |                          |                          |  |         |                  |                  |                  |                  |  |
|  |                           |                           |                           |                           |   |             |                          |                          |                          |                          |                          |  |         |                  |                  |                  |                  |  |
|  |                           | Olimpia                   | 0                         | 5                         | – | 5           |                          |                          |                          |                          |                          |  |         |                  |                  |                  |                  |  |
|  |                           |                           |                           |                           | – | 5           |                          |                          |                          |                          |                          |  |         |                  |                  |                  |                  |  |
|  |                           |                           | Millonarios               | 0                         | 1 | –           | 1                        |                          |                          |                          |                          |  |         |                  |                  |                  |                  |  |
|  | Millonarios               | 6                         | Millonarios               | 0                         | 1 | –           | 1                        | 1                        | 7                        |                          |                          |  |         |                  |                  |                  |                  |  |
|  | Millonarios               | 6                         |                           |                           |   |             |                          |                          |                          |                          |                          |  |         |                  |                  |                  |                  |  |
|  | Universidad de Chile      | 0                         | 0                         | 0                         |   |             |                          |                          |                          |                          |                          |  |         |                  |                  |                  |                  |  |
|  | Universidad de Chile      | 0                         | 0                         | 0                         |   |             |                          |                          |                          |                          |                          |  | Olimpia | 0                | 1                | 1                |                  |  |
|  |                           |                           |                           |                           |   |             |                          |                          |                          |                          |                          |  | Olimpia | 0                | 1                | 1                |                  |  |
|  |                           |                           | Peñarol                   | 1                         | 1 | 2           |                          |                          |                          |                          |                          |  |         |                  |                  |                  |                  |  |
|  | Bahia                     | 0                         | Peñarol                   | 1                         | 1 | 2           | 3                        | 3                        |                          |                          |                          |  |         |                  |                  |                  |                  |  |
|  | Bahia                     | 0                         |                           |                           |   |             |                          |                          |                          |                          |                          |  |         |                  |                  |                  |                  |  |
|  | San Lorenzo               | 3                         | 2                         | 5                         |   |             |                          |                          |                          |                          |                          |  |         |                  |                  |                  |                  |  |
|  | San Lorenzo               | 3                         | 2                         | 5                         |   | San Lorenzo | 1                        | 0                        | 1                        | 2                        |                          |  |         |                  |                  |                  |                  |  |
|  |                           |                           |                           |                           |   | San Lorenzo | 1                        | 0                        | 1                        | 2                        |                          |  |         |                  |                  |                  |                  |  |
|  |                           |                           | Peñarol                   | 1                         | 0 | 2           | 3                        |                          |                          |                          |                          |  |         |                  |                  |                  |                  |  |
|  | Jorge Wilstermann         | 1                         | Peñarol                   | 1                         | 0 | 2           | 3                        | 1                        | 2                        |                          |                          |  |         |                  |                  |                  |                  |  |
|  | Jorge Wilstermann         | 1                         |                           |                           |   |             |                          |                          |                          |                          |                          |  |         |                  |                  |                  |                  |  |
|  | Peñarol                   | 7                         | 1                         | 8                         |   |             |                          |                          |                          |                          |                          |  |         |                  |                  |                  |                  |  |
|  | Peñarol                   | 7                         | 1                         | 8                         |   |             |                          |                          |                          |                          |                          |  |         |                  |                  |                  |                  |  |
|  |                           |                           |                           |                           |   |             |                          |                          |                          |                          |                          |  |         |                  |                  |                  |                  |  |

- Nota: En cada llave, el equipo que ocupa la primera línea es el que define la serie como local.

### Cuartos de final
| 8 de mayo de 1960 | Universidad de Chile | 0:6 (0:2) | Millonarios                                                   | Estadio Nacional, Santiago                                       |                                                                  |
|                   |                      |           | Pizarro 4', 82' · Klinger 13', 67' · Micheli 54' · Larraz 71' | Asistencia: 18 000 espectadores Árbitro(s): Juan Carlos Armental | Asistencia: 18 000 espectadores Árbitro(s): Juan Carlos Armental |

| 15 de mayo de 1960 | Millonarios | 1:0 (0:0) | Universidad de Chile | Estadio El Campín, Bogotá                                        |                                                                  |
|                    | Pizarro 48' |           |                      | Asistencia: 25 000 espectadores Árbitro(s): Juan Carlos Armental | Asistencia: 25 000 espectadores Árbitro(s): Juan Carlos Armental |

| 20 de abril de 1960 | San Lorenzo                                  | 3:0 (0:0) | Bahia | Estadio Jorge Newbery, Buenos Aires                        |                                                            |
|                     | Rossi 60' · Ruiz 81' · Sanfilippo 89' (pen.) |           |       | Asistencia: 10 000 espectadores Árbitro(s): Esteban Marino | Asistencia: 10 000 espectadores Árbitro(s): Esteban Marino |

| 3 de mayo de 1960 | Bahia                                        | 3:2 (2:1) | San Lorenzo        | Estadio Fonte Nova, Salvador                                  |                                                               |
|                   | Carlito 12' · Flávio 40' · Marito 89' (pen.) |           | Sanfilippo 6', 57' | Asistencia: 18 000 espectadores Árbitro(s): Eustasio Catebeke | Asistencia: 18 000 espectadores Árbitro(s): Eustasio Catebeke |

| 19 de abril de 1960                                              | Peñarol                                                    | 7:1 (4:0) | Jorge Wilstermann | Estadio Centenario, Montevideo                                 |                                                                |
|                                                                  | Borges 13', 17' · Cubilla 20' · Spencer 35', 57', 66', 89' |           | Alcócer 48'       | Asistencia: 35 000 espectadores Árbitro(s): Juan Carlos Robles | Asistencia: 35 000 espectadores Árbitro(s): Juan Carlos Robles |
| Primer partido disputado en la historia de la Copa Libertadores. |                                                            |           |                   |                                                                |                                                                |

| 30 de abril de 1960 | Jorge Wilstermann | 1:1 (0:1) | Peñarol     | Estadio Hernando Siles, La Paz                                  |                                                                 |
|                     | López 55'         |           | Cubilla 43' | Asistencia: 30 000 espectadores Árbitro(s): José Luis Praddaude | Asistencia: 30 000 espectadores Árbitro(s): José Luis Praddaude |

### Semifinales
| 29 de mayo de 1960 | Millonarios | 0:0 | Olimpia | Estadio El Campín, Bogotá                                 |  |
|                    |             |     |         | Asistencia: 35 000 espectadores Árbitro(s): José Sundheim |  |

| 5 de junio de 1960 | Olimpia                                                            | 5:1 (3:0) | Millonarios | Estadio de Puerto Sajonia, Asunción                             |                                                                 |
|                    | Doldán 15', 38' · Melgarejo 43' · Noriega 53' (a.g.) · Recalde 63' |           | Pizarro 73' | Asistencia: 35 000 espectadores Árbitro(s): José Luis Praddaude | Asistencia: 35 000 espectadores Árbitro(s): José Luis Praddaude |

| 18 de mayo de 1960 | Peñarol    | 1:1 (1:1) | San Lorenzo | Estadio Centenario, Montevideo                                 |                                                                |
|                    | Linazza 2' |           | Boggio 18'  | Asistencia: 55 000 espectadores Árbitro(s): Juan Carlos Robles | Asistencia: 55 000 espectadores Árbitro(s): Juan Carlos Robles |

| 24 de mayo de 1960 | San Lorenzo | 0:0 | Peñarol | Estadio Jorge Newbery, Buenos Aires                            |  |
|                    |             |     |         | Asistencia: 60 097 espectadores Árbitro(s): Juan Carlos Robles |  |

Partido de desempate
| 29 de mayo de 1960 | Peñarol          | 2:1 (0:0) | San Lorenzo    | Estadio Centenario, Montevideo                                 |                                                                |
|                    | Spencer 51', 89' |           | Sanfilippo 86' | Asistencia: 45 882 espectadores Árbitro(s): José Dimas Larrosa | Asistencia: 45 882 espectadores Árbitro(s): José Dimas Larrosa |

### Final
| Ida; 12 de junio de 1960 | Peñarol     | 1:0 (0:0) | Olimpia | Estadio Centenario, Montevideo                                 |                                                                |
|                          | Spencer 79' |           |         | Asistencia: 44 690 espectadores Árbitro(s): Juan Carlos Robles | Asistencia: 44 690 espectadores Árbitro(s): Juan Carlos Robles |

| Vuelta; 19 de junio de 1960 | Olimpia     | 1:1 (1:0) | Peñarol     | Estadio de Puerto Sajonia, Asunción                             |                                                                 |
| | Recalde 28' |           | Cubilla 83' | Asistencia: 20 000 espectadores Árbitro(s): José Luis Praddaude | Asistencia: 20 000 espectadores Árbitro(s): José Luis Praddaude |
| Desde antes de iniciar el partido la afición local mostró su contrariedad al equipo uruguayo arrojando naranjas desde las tribunas. Según cuenta Néstor Gonçalves en el Documental 120: «serás eterno como el tiempo los hinchas de Olimpia llegaron a utilizar resorteras para agredir a los jugadores y al cuerpo técnico de Peñarol». Primera vuelta olímpica que se da en la Copa Libertadores. No hubo entrega de trofeo ni en el campo de juego, ni en los vestuarios, ni en la sede de Peñarol. El trofeo de la Copa Libertadores le fue entregado recién en 1961 a Peñarol luego de defender el título; no le fue entregado en el Estadio Pacaembú luego de derrotar a Palmeiras en la final del año siguiente, sino en septiembre tras vencer a Benfica por la Copa Intercontinental 1961, donde recién se le entregó en el campo de juego el trofeo de la Copa Libertadores (aunque sin la base) y el de la Copa Intercontinental. |             |           |             |                                                                 |                                                                 |

|                             |
|                             |
| Campeón Peñarol 1.er título |

## Estadísticas

### Goleadores
| Jugador         | Club        | Goles | PJ |
| --------------- | ----------- | ----- | -- |
| Alberto Spencer | Peñarol     | 7     | 7  |
| Rubén Pizarro   | Millonarios | 4     | 4  |
| José Sanfilippo | San Lorenzo | 4     | 5  |
| Luis Cubilla    | Peñarol     | 3     | 6  |